# أسد جبال أمريكي شمالي
أسد الجبال الأمريكي الشمالي (الاسم العلمي: Puma concolor couguar) هو نويع من أسد الجبال في أمريكا الشمالية. يعتبر أكبر القطط في أمريكا الشمالية، لكون اليغور الأمريكي الشمالي صغير نسبيًا. كان شائعاً في شرق أمريكا الشمالية، ولا تزال مهيمنة في النصف الغربي من القارة. تعيش هذه النويعات في غرب كندا وغرب الولايات المتحدة الأمريكية وفلوريدا والمكسيك وأمريكا الوسطى، وربما في أمريكا الجنوبية شمال غرب جبال الأنديز.